# Hoste (wyspa)
Hoste, Wyspa Hoste (hiszp. Isla Hoste) – jedna z najdalej na południe wysuniętych wysp Chile. Położona nad Kanałem Beagle, od północy sąsiaduje z wyspą Ziemia Ognista, od wschodu z wyspą Navarino (oddzielona Kanałem Murray), a od zachodu z wyspą Londonderry (oddzielona Zatoką Cooka). Zajmuje powierzchnię 4117 km². Administracyjnie należy do regionu Magallanes. W zachodniej części utworzony został Park Narodowy Alberto de Agostini. Najwyższe wzniesienie wyspy liczy 1402 m.
Pod koniec XIX w. na Hoste gościła francuska ekspedycja naukowa. Jeszcze wcześniej rząd chilijski bez powodzenia próbował uruchomić tutaj hodowlę bydła. Później nie istniały na niej żadne stałe osiedla ludzkie. W XX w. przebywało tu kilka rodzin jagańskich. Indianie zniknęli jednak z wyspy po pierwszych kontaktach z rybakami i nielicznymi kolonistami. Spis ludności przeprowadzony w 2001 wykazał obecność 6 osób w 3 domach w okręgu Hoste. Jednak większość z nich (o ile nie wszyscy) zamieszkuje sąsiednie małe wyspy wokół Hoste.
W 1978 Hoste była bazą chilijskich okrętów wojennych w związku z konfliktem granicznym z Argentyną (Operacja Soberanía).

## Wyspa Hoste w literaturze
Juliusz Verne, umieścił na tej wyspie w 1891 akcję jednej ze swoich ostatnich powieści Rozbitkowie z Jonathana (W Magellanii (Na końcu świata)), która opisuje rozwój autonomicznej społeczności ludzkiej nie podlegającej żadnej władzy.